# Litoria everetti
Litoria everetti es una especie de anfibio anuro del género Litoria de la familia Hylidae.

## Distribución geográfica
Es originaria de las islas de Sumba, Savu, Timor y Alor, en la Wallacea.